# マックス・ゴバーマン
マックス・ゴバーマン（Max Goberman, 1911年2月8日 - 1962年12月31日）は、アメリカ出身の指揮者。
フィラデルフィアの生まれ。カーティス音楽学校でレオポルト・アウアーにヴァイオリン、フリッツ・ライナーに指揮法を学ぶ。1938年にはヨーゼフ・シゲティの協奏曲録音に伴奏指揮者として参加した。1939年のバレエ・リュス・ド・モンテカルロの公演でデビューを飾る。1941年にマジェスティック劇場でレヴュー《三人の処女と悪魔》等を指揮してブロードウェイ・デビューを飾った。1944年にはレナード・バーンスタインの《オン・ザ・タウン》の指揮を担当。以後、1947年にはモートン・グールドの《ビリオン・ダラー・ベイビー》、1948年にはフランク・レッサーの《チャーリーはどこだ？》、1951年のアーサー・シュワルツの《ブルックリンに木は育つ》、1958年にはバーンスタインの《ウエスト・サイド物語》、1961年にはジェリー・ハーマンの《ミルクとはちみつ》の各ミュージカルの初演を指揮した。また1948年には《ベガーズ・オペラ》を自らオーケストレーションしてブロードウェイで演奏し、またキューバ国立バレエ団の初舞台の指揮もしている。
1960年にフランツ・ヨーゼフ・ハイドンの交響曲全集の録音を計画して着実に録音を重ねていったが、ウィーンで急逝したため、計画は頓挫してしまった。

## 註
| スタブアイコン | サブスタブ | この項目は、まだ閲覧者の調べものの参照としては役立たない、人物に関連した書きかけの項目です。この項目を加筆・訂正などしてくださる協力者を求めています（P:人物伝/PJ:人物伝）。 |